# Tonino Valerii
Tonino Valerii (Montorio al Vomano, 20 maggio 1934 – Roma, 13 ottobre 2016) è stato un regista e sceneggiatore italiano, noto per spaghetti-western come I giorni dell'ira e Il mio nome è Nessuno.

## Biografia
Nato a Montorio al Vomano, in provincia di Teramo, trasferito a Campli negli anni '40 e residente da allora a Roma con la famiglia, Valerii entrò al Centro sperimentale di cinematografia nel 1955.

### Gli inizi
Valerii iniziò a farsi notare nel panorama del cinema italiano nel 1963 con il film Tutto è musica di Domenico Modugno, del quale scrisse il soggetto. L'anno seguente, dopo essere stato pagato per scrivere la storia di La cripta e l'incubo di Camillo Mastrocinque, il futuro regista si fece notare dall'icona nascente del western all'italiana del tempo, Sergio Leone, che gli chiese di fargli da assistente alla regia per i film da lui diretti Per un pugno di dollari (dove tuttavia non risulta accreditato) e Per qualche dollaro in più (1965).

### L'esordio alla regia
Nel 1966 Valerii inizia la sua carriera da regista con Per il gusto di uccidere, con Craig Hill e George Martin. Come già s'è detto, l'anno precedente egli aveva firmato la seconda unità di regia per Per qualche dollaro in più, cosa di cui il film risente, dal momento che molte location del film sono le stesse e alcune scene - come ad esempio il duello tra Lanky e Sanchez - sembrano ricalcate sul sopraccitato modello leoniano. Come succederà con il successivo I giorni dell'ira (1967), gli spettatori si abituano a seguire il nemico da lontano con una particolare tecnica della cinepresa piuttosto classica che, con le innovazioni del tempo, risultò nuova.

### I giorni dell'ira
Ed è dal 1967 che Valerii si dedica appunto alla trasposizione sul grande schermo del romanzo di Ron Barker Der Tod ritt dienstags, sceneggiato con Ernesto Gastaldi, che vedeva come protagonisti due star dello spaghetti western, quali Giuliano Gemma e Lee Van Cleef, quest'ultimo reduce dai successi ottenuti sotto la regia di Leone con il già citato Per qualche dollaro in più e Il buono, il brutto, il cattivo. Il film di Valerii si presenta psicologico e violento, com'era già stato Per il gusto di uccidere: inoltre è rimasta celebre la colonna sonora del film, realizzata da Riz Ortolani, successivamente utilizzata anche in Django Unchained da Quentin Tarantino, grande appassionato del genere.

### Il mio nome è Nessuno
Nel 1973 dirige Terence Hill ed Henry Fonda in Il mio nome è Nessuno, film nato da un'idea di Sergio Leone ancora con la sceneggiatura di Ernesto Gastaldi, che risulta essere un vero e proprio omaggio al cinema leoniano e al western in generale. Un film venduto ai produttori, come più volte affermò Leone, raccontando i primi tre minuti, senza sapere come sarebbe proseguito: la pellicola fu un grandissimo successo di pubblico, tra i primi tre incassi dell'anno.

### Dagli anni '80 in poi
Nel 1986 scrive e dirige Senza scrupoli, film erotico interpretato da Marzio Honorato e Sandra Wey, quest'ultima lanciata due anni prima come protagonista di Histoire d'O, ritorno a Roissy. La pellicola si avvale della colonna sonora scritta da James Senese e Joe Amoruso, oltre che della fotografia a opera di Giulio Albonico. Negli ultimi anni Valerii si è occupato soprattutto di sceneggiati TV e altri prodotti per la Rai. Dal 1996 è stato ideatore e curatore della rassegna cinematografica Roseto opera prima, dedicata ai registi italiani esordienti, che si svolge ogni estate a Roseto degli Abruzzi. Nel 2003 aveva annunciato di avere in preparazione un libro sul suo maestro Sergio Leone. Nel 2014 ha partecipato al documentario Alfonso Sansone produttore per caso, ricordando i produttori Sansone e Chroscicki, che gli affidarono il film I giorni dell'ira.
Muore il 13 ottobre 2016 presso la clinica Villa Sacra Famiglia di Roma; due giorni dopo, il 15 ottobre, viene celebrato il funerale nella cappella della clinica.

## Filmografia

### Regia
- Per il gusto di uccidere (1966)
- I giorni dell'ira (1967)
- Il prezzo del potere (1969)
- La ragazza di nome Giulio (1970)
- Mio caro assassino (1972)
- Una ragione per vivere e una per morire (1972)
- Il mio nome è Nessuno (1973)
- Vai gorilla (1975)
- Sahara Cross (1977)
- Caccia al ladro d'autore, episodi La foresta che vola e Addio Raffaello (1985)
- Senza scrupoli (1986)
- Due assi per un turbo – 2 episodi (1987)
- Sicilian Connection (1987)
- La sporca insegna del coraggio (1987)
- Due madri – film TV (1989)
- Il ricatto – primi 3 episodi (1989)
- Una prova d'innocenza – film TV (1991)
- Il cielo non cade mai – miniserie TV (1992)
- Un bel dì vedremo (1997)
- Una vacanza all'inferno (1997)

### Sceneggiatura
- Tutto è musica (1963)
- La cripta e l'incubo (1964) – accreditato come Robert Bohr
- Per un pugno di dollari (1964) – non accreditato
- I lunghi capelli della morte (1964) – accreditato come Robert Bohr
- Per il gusto di uccidere (1966)
- I giorni dell'ira (1967)
- La ragazza di nome Giulio (1970)
- Mio caro assassino (1972)
- Una ragione per vivere e una per morire (1972)
- Sahara Cross (1977)
- Due assi per un turbo – serie TV (1984)
- Caccia al ladro d'autore – serie TV (1985)
- Senza scrupoli (1986)
- Sicilian Connection (1987)
- Una vacanza all'inferno (1997)

### Attore
- La ragazza di nome Giulio (1970)
- All'amore assente (2007)

### Documentari
- Abruzzo? Prendilo... è tuo! (1977) – in collaborazione con Rai e Istituto Luce